# Nanomaterial
Els nanomaterials són materials amb propietats morfològiques més petites que un micròmetre en almenys una dimensió. Malgrat el fet que no hi ha consens sobre la grandària mínim o màxim d'un nanomaterial, alguns autors restringeixen la seva grandària d'1 a 100 nm, un definició lògica situaria la nanoescala entre la microescala (1 micròmetre) i l'escala atòmica / molecular (al voltant de 0.2 nanòmetres) .
Els nanomaterials poden ser subdividits en nanopartícules (0D), nanotubs (1D), nanocapes (2D) i nanocompostos. L'enfocament dels nanomaterials és una aproximació de baix a dalt a les estructures i efectes funcionals de manera que la construcció de blocs de materials són dissenyats i acoblats de forma controlada. També existeixen tècniques de dalt-a-baix de les quals es parteix d'un material macroscòpic per acabar tenint un nanomaterial, per exemple nanocapes per deposició.
Un recent informe de Small Times prediu un fort creixement dels anomenats nanomaterials. En el mateix es comenten els diferents tipus existents en l'actualitat (com ara les nanoceràmiques per reforçar plàstics) o els nanotubs de carboni per afegir conductivitat a diversos materials .
Molts d'aquests avenços dels estan duent a terme empreses nord-americanes petites i mitjanes en col·laboració amb empreses líders.
Hi ha tres categories bàsiques de nanomaterials des del punt de vista comercial i desenvolupament: òxids metàl·lics, nanoceràmiques i nanotubs de carboni. Els que més han avançat des del punt de vista comercial són les nanopartícules d'òxid metàl·lic.
La nanociència intenta portar fenòmens de naturalesa quàntica a aplicacions macroscòpiques.
Camps de desenvolupament i exemples:
- Biomedicina: Materials per afavorir la regeneració, nous agents de contrast per a tècniques d'imatge, encapsuladors direccionalitzats de fàrmacs...
- Electrònica: Nous semiconductors, reducció d'estructures ja existents, creació de nous dispositius (ex:díode de ressonància túnel)...
- Materials per l'Energies: Materials per a plaques solars més eficients, nous catalitzadors per a combustibles, aprofitament de noves formes d'energia (materials termoelèctrics, piezoelèctrics...), etc.